# Motreformationen

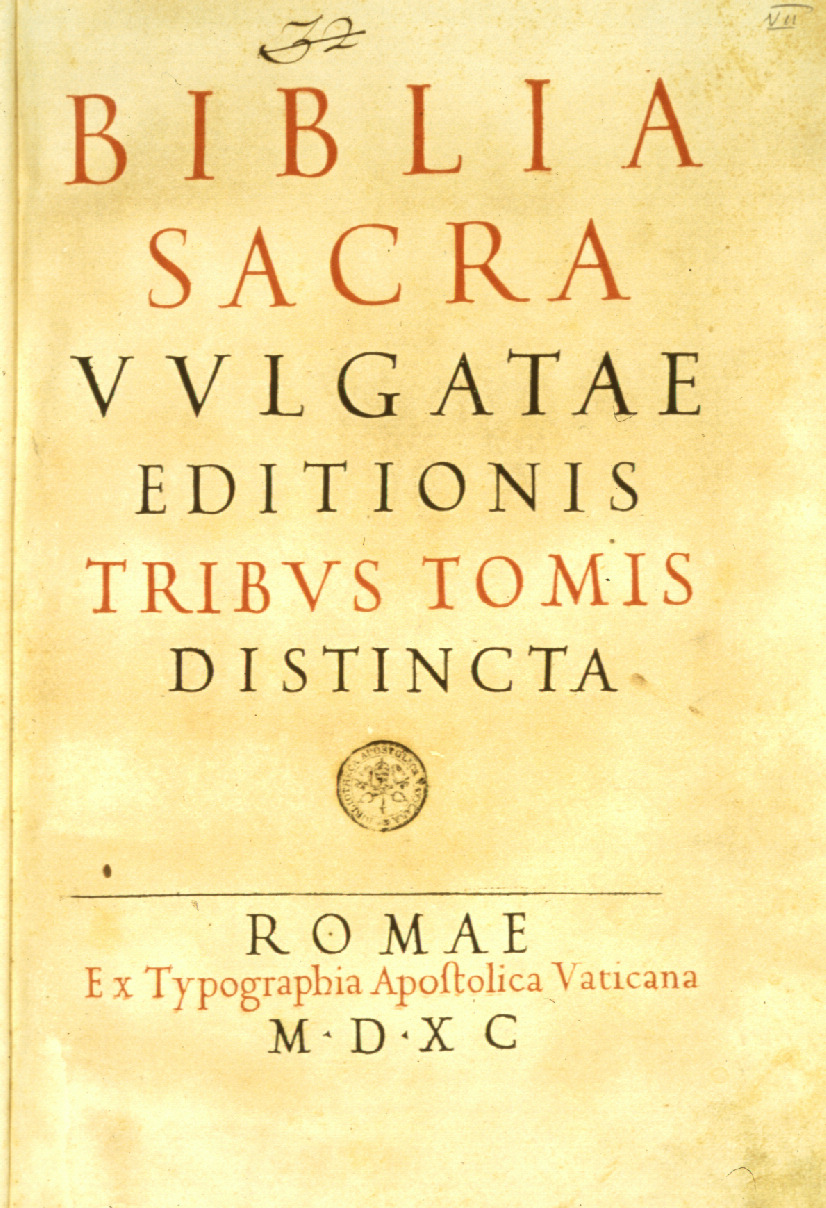
Vulgata (den latinska utgåvan av den katolska bibeln), tryckt 1590 efter att många av motreformationens åtgärder fått effekt

Motreformationen, även tridentinska reformen, den katolska pånyttfödelsen eller den katolska reformationen, var en period i den romersk-katolska förnyelsen som inleddes med Tridentinska mötet (1545-1563) och upphörde med slutet av trettioåriga kriget (1648).

## Historik
Genom motreformationen sökte den romersk-katolska kyrkan utåt återvinna sin genom den protestantiska reformationen rubbade maktställning i Europa och inåt genomföra den "reformation till hufvud och lemmar", varom krav framställts på 1400-talets stora reformkonsilier. Motreformationen var en förnyelse inom den romersk-katolska kyrkan. På Tridentinska mötet gavs genom dess beslut i fråga om lära och kyrkotukt en fast norm för den nya rörelsen med strängt fasthållande av medeltidens kyrkliga ideal. Motreformationen uppstod som en reaktion på reformationen och hade fyra huvudsakliga inriktningar:
1. Kyrklig eller strukturell omvandling
2. Andliga ordnar
3. Andliga rörelser
4. Politiska dimensioner

Bland dessa reformer fanns bland annat grundandet av prästseminarier för att utbilda präster i kyrkans andliga liv och teologiska tradition, omvandlingen av det kristna livet genom att återföra de andliga ordnarna till sin teologiska grund och nya andliga rörelser som fokuserade på ett liv i bön och en personlig relation med Kristus, inklusive de spanska mystikerna och den franska spiritualistiska skolan. Motreformationen hade också politiska dimensioner, till exempel den romerska inkvisitionen. Ett viktigt syfte med motreformationen var att missionera i de delar av världen som koloniserats som huvudsakligen katolska, men även att återföra länder som Sverige och England till katolicismen. Före och i inledningen av trettioåriga kriget kom den också till uttryck genom förbud av icke-katolska gudstjänster, exempelvis i Wien med omgivningar.
Denna rörelse föranleddes utan tvivel av den oro som reformationen väckte men fullföljde redan tidigare ställda reformkrav. En bättre beteckning är därför ”tridentinska reformen”. Uttrycket ”motreformation” är däremot berättigat, när man talar om åtgärder som den romersk-katolska kyrkan vidtog för att bemöta och motarbeta reformationen.
Den katolska kyrkan tog också mera målmedvetet än tidigare konsten i sin tjänst, och den triumfatoriskt överdådiga, sydeuropeiska barockstilen blev ett viktigt propagandavapen i motreformationens tjänst. Motreformationen lyckades tränga tillbaka reformationen i Mellaneuropa och konsoliderade katolicismen under en stark påvemakt.
Den spanska monarkin, särskilt under Filip II, Guiserna i Frankrike och "ligan" i Tyskland trädde i spetsen för protestantismens bekämpande med yttre tvång och vapenmakt, och jesuitorden kan sägas ha utgjort den ledande och drivande kraften i hela rörelsen. Särskilt i de tyska och österrikiska länderna lyckades motreformationen åt den romersk-katolska kyrkan återförvärva stora områden, där protestantismen tidigare gjort betydande framsteg. Den nådde där sin höjdpunkt med restitutionsediktet av 1629, men dess styrka bröts genom Trettioåriga kriget (1618–48), som avslutar religionskrigens och den katolska reaktionens tidevarv. Den stora armadans undergång 1588 vid Filip II:s försök att betvinga England, Nederländernas omsider av framgång krönta frihetsstrid samt tillbakavisandet genom hertig Karl, av konung Sigismunds katolska restaurationsförsök betecknade i västra och norra Europa denna rörelses hejdande.
På de inre, strängt ortodoxa reformsträvandenas område gjorde sig motreformationen märkbar genom återupplivad religiös folkundervisning, strängare tukt bland prästerna, predikoverksamhetens anpassning efter tidens krav och den kyrkliga kärleksverksamhetens utveckling; bland de ledande männen därvid märkas Carlo Borromeo och Peter Canisius.
I sin strängast ortodoxa och doktrinära form ledde motreformationen över till en senare tids ultramontanism.

### Översättning
Den här artikeln är helt eller delvis baserad på material från engelskspråkiga Wikipedia, tidigare version.